# O Maior Brasileiro de Todos os Tempos
O Maior Brasileiro de Todos os Tempos foi um programa de televisão brasileiro do gênero jornalístico exibido pelo SBT lançado no dia 11 de julho de 2012 e apresentado em doze edições pelo jornalista Carlos Nascimento. O programa é baseado no programa britânico 100 Greatest Britons da emissora BBC, que também colaborou na produção do programa.
O objetivo do programa foi "eleger aquele que fez mais pela nação, que se destacou pelo seu legado à sociedade". O vencedor indicado como o maior brasileiro de todos os tempos na final de 3 de outubro de 2012 foi Chico Xavier com 71,4% dos votos vencendo Santos Dumont e Princesa Isabel, que também disputaram a final do programa. 
Depois do formato, surgiram outros três programas: "A Maior Música Brasileira de Todos os Tempos", "O Maior Time de Futebol Brasileiro de Todos os Tempos" e "A Maior Invenção de Todos os Tempos"; entretanto, nenhum deles foi realizado por não atingirem a marca de 1 milhão de votos para a produção.

## História
O projeto do programa havia sido criado por Silvio Santos em 2004, com a intenção de eleger personalidades brasileiras. Mas naquele mesmo ano, o programa não foi ao ar por falta de patrocinadores.
Em anúncios feitos principalmente através de seus comerciais entre o fim de 2011 e o fim de abril de 2012, o SBT pediu que seus telespectadores votassem no site do projeto até validarem-no ao atingir a marca de 1 milhão de votos. Em pedido feito pelo canal de televisão britânico BBC, o projeto deveria somente ser encerrado se contabilizasse todos os votos solicitados.
Em pedido, o próprio criador do programa, Silvio Santos, que encontrava-se entre os finalistas antes da apresentação do programa, excluiu-se da votação porque o programa era promovido pela sua assessoria.
Em julho de 2012, foi anunciado que o jornalista Carlos Nascimento seria o apresentador do programa e que seria exibido no dia 18 de julho, o que após foi trocado para 11 de julho.

## Finalistas
De acordo com a produção do programa, 49% dos finalistas foram pessoas ainda vivas das quais destacam-se nomes a exemplos dos ex-presidentes brasileiros Fernando Henrique Cardoso e Lula. Entre os participantes já falecidos, além do médium Chico Xavier que foi o vencedor, ficaram também o ex jogador Pelé, ex-presidentes Getúlio Vargas, Juscelino Kubitschek e o piloto de Fórmula 1, Ayrton Senna.

## Escolhidos
No dia 11 de julho de 2012, o apresentador Carlos Nascimento anunciou 60 escolhidos em ordem decrescente. Os outros 40 candidatos foram anunciados no dia 18 de julho. 
Abaixo estão retratados com as bandeiras das unidades federativas em que nasceram (levando se em conta a divisão territorial atual). O ex-presidente Itamar Franco nasceu a bordo de um navio que fazia a rota Salvador–Rio de Janeiro no Mar Territorial Brasileiro. O local exato do nascimento é desconhecido, por isso é retratado apenas com a bandeira nacional. Aos falecidos em 2012, nota indica se o listado estava vivo ou falecido à época. 

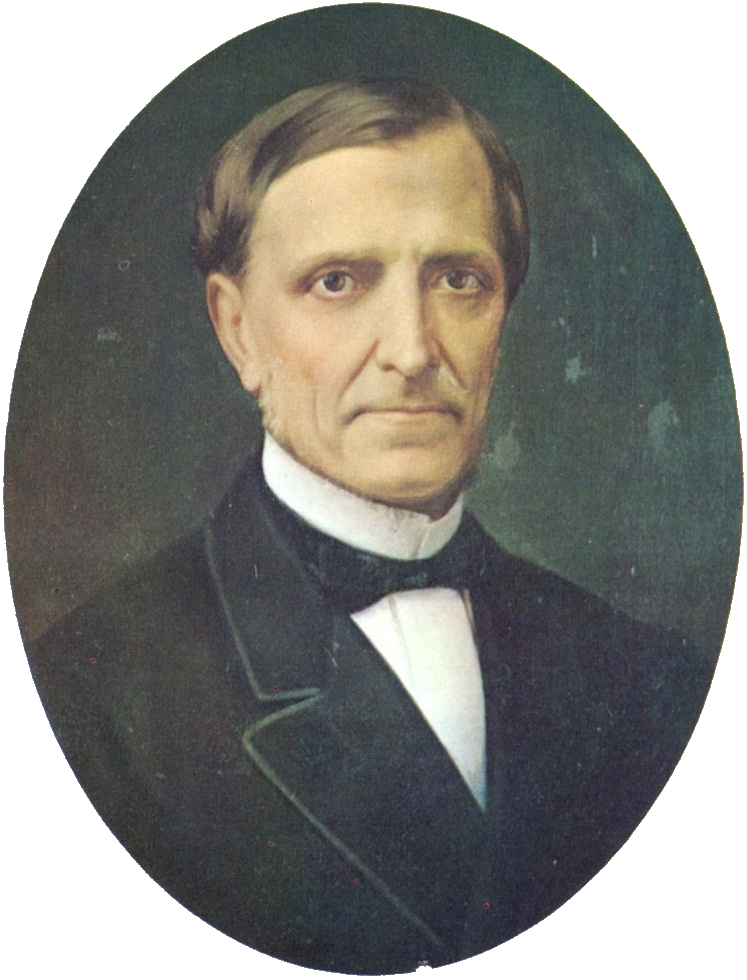
O empresário, armador, industrial e banqueiro Barão de Mauá ficou na 45ª colocação.

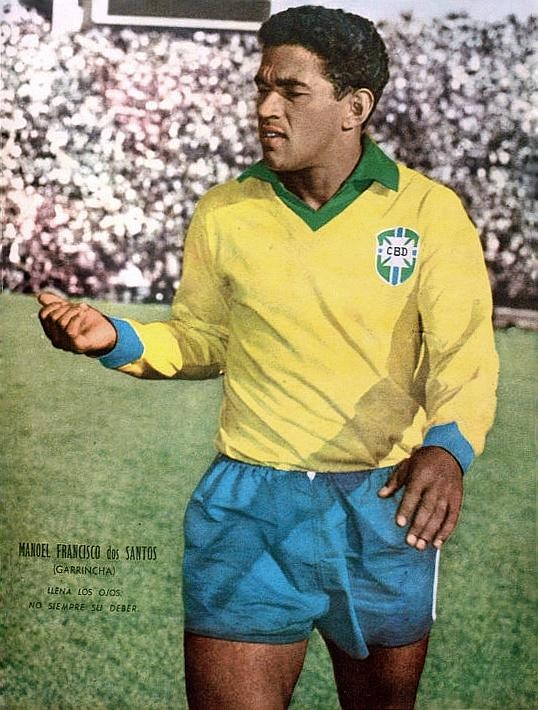
O ex-jogador de futebol Manuel Francisco dos Santos, conhecido como Garrincha, entrou para esta lista.

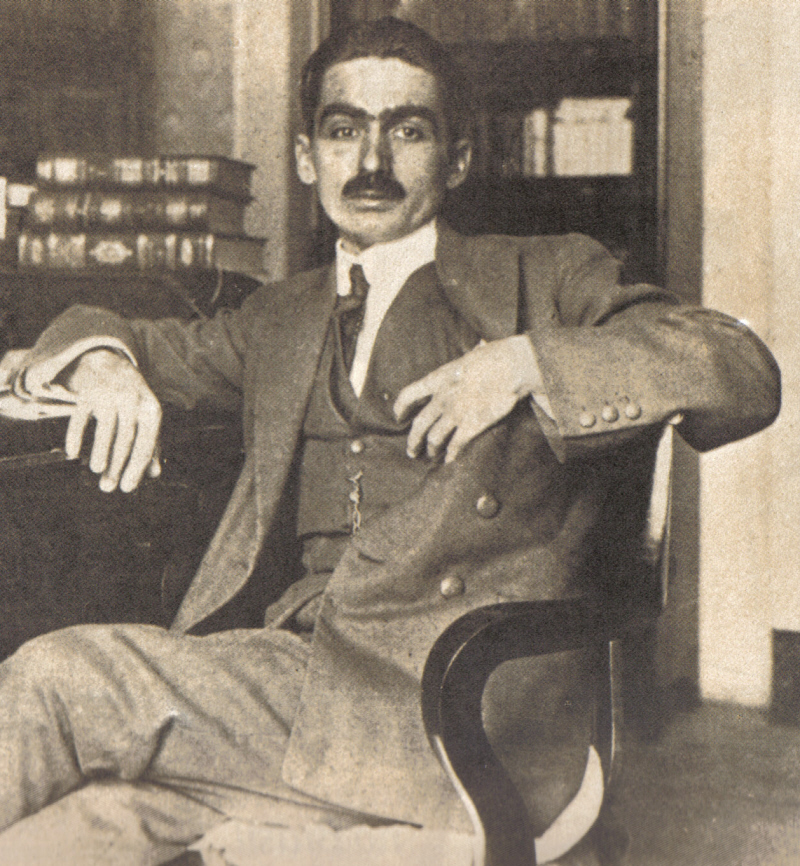
O escritor Monteiro Lobato foi outra personalidade das cem indicadas em O Maior Brasileiro de Todos os Tempos.

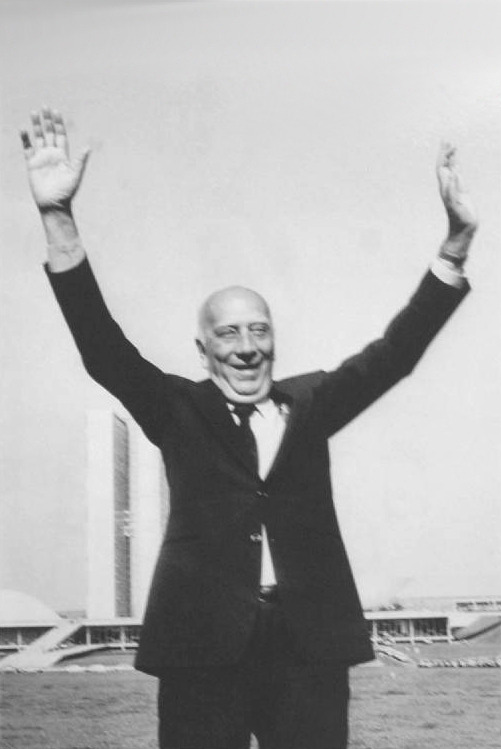
O político e ex-presidente da Câmara dos Deputados do Brasil, Ulysses Guimarães, encontra-se na sexagésima-quarta posição.

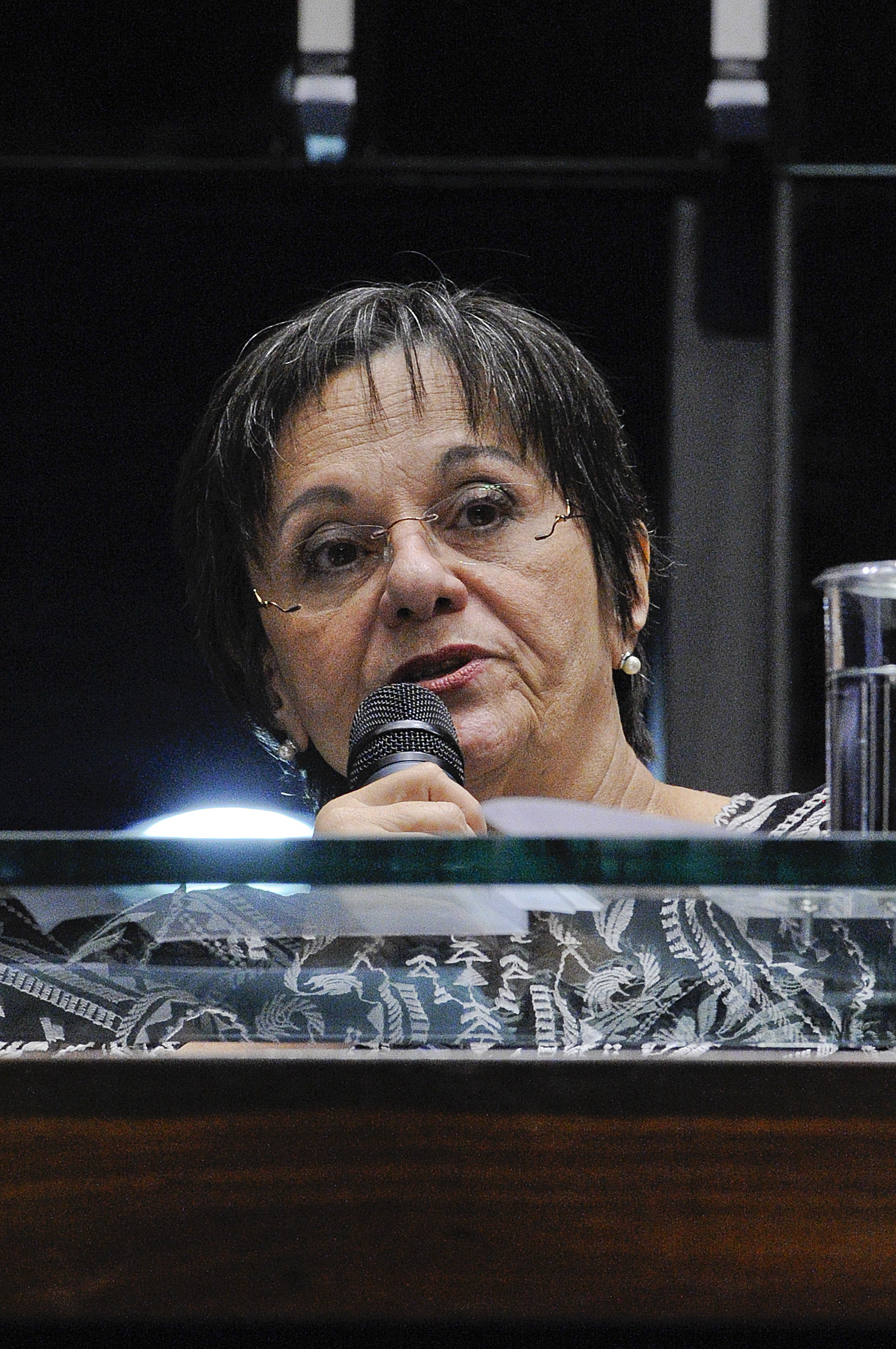
A doméstica e biofarmacêutica Maria da Penha, que lutou pelo direito das mulheres e símbolo da luta contra a violência doméstica, foi a centésima colocada.

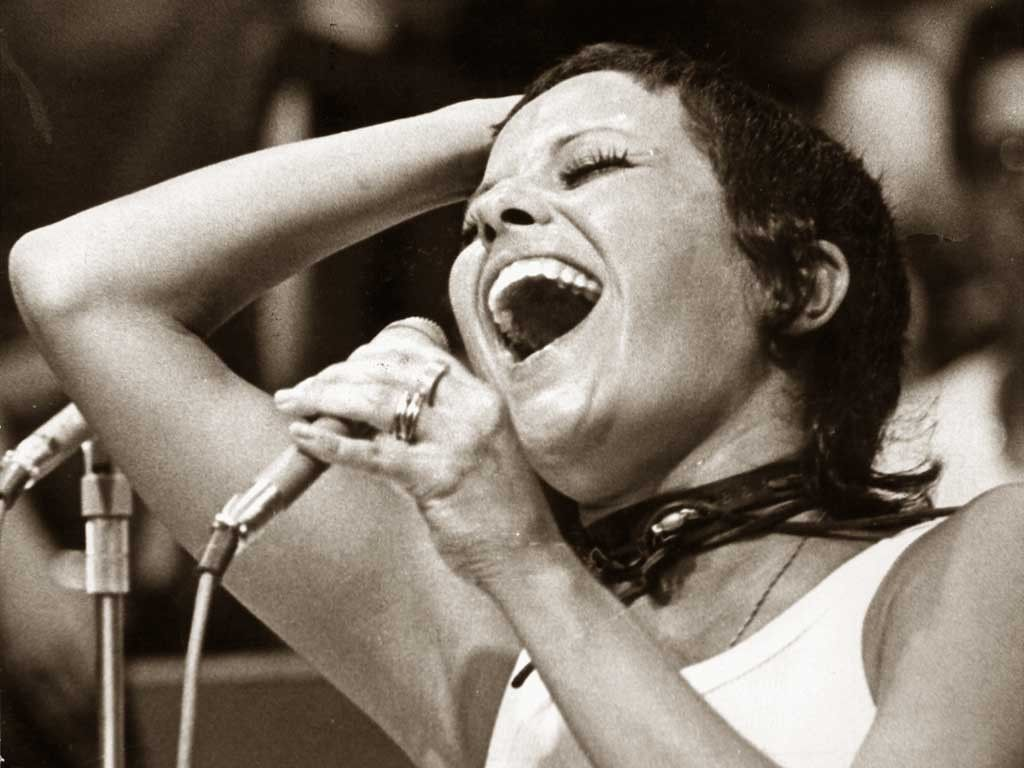
A cantora Elis Regina também entrou para esta lista.

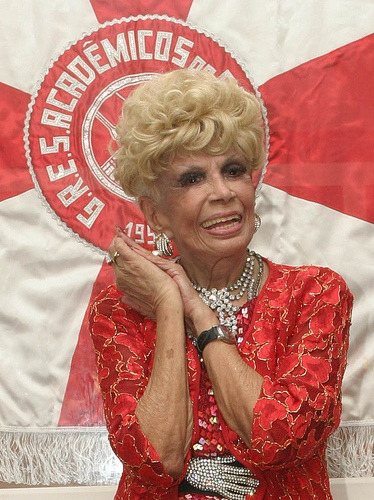
A atriz e comediante Dercy Gonçalves foi a décima sexta colocada.

O cantor e compositor Raul Seixas também está entre as pessoas que figuraram a lista

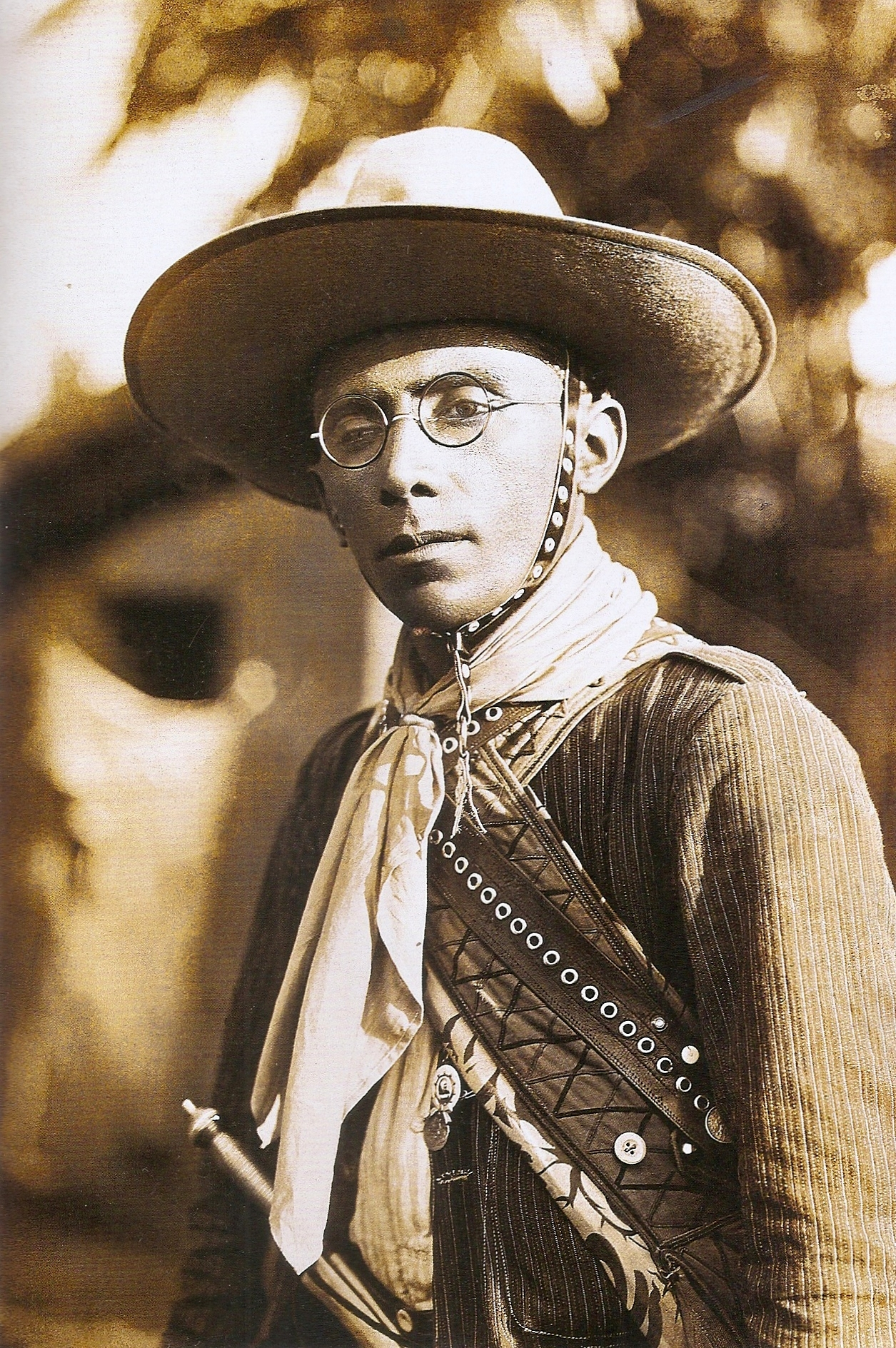
O cangaceiro Lampião (cangaceiro) ocupou a 74° posição

| Posição | Nome                             | Nasc. | Morte | Cargo/Profissão |
| ------- | -------------------------------- | ----- | ----- | --- |
| 100     | Maria da Penha                   | 1945  |       | Doméstica, farmacêutica e ativista dos direitos das mulheres                                                                          |
| 99      | Jô Soares                        | 1938  | 2022  | Apresentador de televisão, escritor, dramaturgo, diretor teatral, ator, humorista, comediante, músico e artista plástico.             |
| 98      | Vital Brazil                     | 1865  | 1950  | Médico |
| 97      | Ana Paula Valadão                | 1976  |       | Musicista, escritora, apresentadora de televisão e clériga protestante.                                                               |
| 96      | Roberto Justus                   | 1955  |       | Empresário, administrador, publicitário e apresentador de televisão                                                                   |
| 95      | Itamar Franco                    | 1930  | 2011  | Engenheiro civil e político (foi Presidente da República)                                                                             |
| 94      | Ronald Golias                    | 1929  | 2005  | Ator e comediante |
| 93      | Jorge Amado                      | 1912  | 2001  | Escritor, jornalista e político (foi deputado federal)                                                                                |
| 92      | Romário                          | 1966  |       | Futebolista e político (atualmente é senador)                                                                                         |
| 91      | Pe. Landell de Moura             | 1861  | 1928  | Clérigo católico e inventor |
| 90      | Anderson Silva                   | 1975  |       | Lutador de artes marciais mistas |
| 89      | Tom Jobim                        | 1927  | 1994  | Músico |
| 88      | Cazuza                           | 1958  | 1990  | Músico e poeta |
| 87      | William Bonner                   | 1963  |       | Jornalista, publicitário e apresentador de telejornais                                                                                |
| 86      | Amado Batista                    | 1951  |       | Músico e empresário |
| 85      | Chacrinha                        | 1917  | 1988  | Radialista e apresentador de televisão                                                                                                |
| 84      | Chico Buarque                    | 1944  |       | Músico, dramaturgo, escritor e ator                                                                                                   |
| 83      | Joelma                           | 1974  |       | Musicista e empresária |
| 82      | Ronaldinho Gaúcho                | 1980  |       | Futebolista |
| 81      | José Luiz Datena                 | 1957  |       | Jornalista, apresentador de televisão, locutor esportivo, radialista e youtuber                                                       |
| 80      | Sócrates                         | 1954  | 2011  | Futebolista, treinador e médico |
| 79      | José Serra                       | 1942  |       | Economista, engenheiro civil e político (ex-ministro da República)                                                                    |
| 78      | Fernando Collor                  | 1949  |       | Economista e político (ex-Presidente da República)                                                                                    |
| 77      | Marcos Pontes                    | 1963  |       | Militar da Força Aérea Brasileira, engenheiro, astronauta e político (atualmente é senador)                                           |
| 76      | Luís Carlos Prestes              | 1898  | 1990  | Militar do Exército Brasileiro e político (foi senador)                                                                               |
| 75      | Claudia Leitte                   | 1980  |       | Música e empresária |
| 74      | Lampião                          | 1898  | 1938  | Artesão (até os 21 anos) e depois cangaceiro                                                                                          |
| 73      | Garrincha                        | 1933  | 1983  | Futebolista |
| 72      | Michel Teló                      | 1981  |       | Músico |
| 71      | Lua Blanco                       | 1987  |       | Atriz, música e escritora |
| 70      | Cândido Rondon                   | 1865  | 1958  | Militar do Exercito Brasileiro, engenheiro e sertanista                                                                               |
| 69      | Ermírio de Moraes                | 1928  | 2014  | Escritor, empresário, engenheiro e industrial                                                                                         |
| 68      | Duque de Caxias                  | 1803  | 1880  | Militar do Exército Brasileiro e político (foi primeiro-ministro do Império do Brasil)                                                |
| 67      | Jonas Abib                       | 1936  | 2022  | Clérigo católico |
| 66      | Carlos Chagas                    | 1878  | 1934  | Médico |
| 65      | Reynaldo Gianecchini             | 1972  |       | Modelo e ator |
| 64      | Ulysses Guimarães                | 1916  | 1992  | Advogado e político (foi Ministro da República)                                                                                       |
| 63      | Dedé                             | 1988  |       | Futebolista |
| 62      | Amácio Mazzaropi                 | 1912  | 1981  | Ator, comediante, humorista, músico, roteirista e cineasta brasileiro.                                                                |
| 61      | Zico                             | 1953  |       | Futebolista, treinador e dirigente esportivo                                                                                          |
| 60      | Pe. Marcelo Rossi                | 1967  |       | Clérigo católico, músico e escritor                                                                                                   |
| 59      | Marcos do Palmeiras              | 1973  |       | Futebolista |
| 58      | Roberto Marinho                  | 1904  | 2003  | Jornalista e empresário |
| 57      | Monteiro Lobato                  | 1882  | 1948  | Advogado, promotor de Justiça, escritor, editor, ativista e tradutor                                                                  |
| 56      | Hebe Camargo                     | 1929  | 2012  | Apresentadora, música, radialista, humorista e atriz                                                                                  |
| 55      | Paulo Freire                     | 1921  | 1997  | Educador e filósofo |
| 54      | RR Soares                        | 1947  |       | Clérigo protestante, televangelista, empresário, advogado, escritor e músico                                                          |
| 53      | Zumbi dos Palmares               | 1655  | 1695  | Ex-escravizado e líder quilombola |
| 52      | Carlos Drummond de Andrade       | 1902  | 1987  | Poeta, farmacêutico, contista e cronista                                                                                              |
| 51      | Paiva Netto                      | 1941  |       | Escritor, radialista, músico, poeta e filantropo                                                                                      |
| 50      | Rogério Ceni                     | 1973  |       | Futebolista e treinador |
| 49      | Gugu Liberato                    | 1959  | 2019  | Apresentador de televisão, radialista, jornalista, empresário, ator, músico e produtor televisivo                                     |
| 48      | Tiririca                         | 1965  |       | Músico, palhaço, comediante, humorista e político (atualmente é deputado federal)                                                     |
| 47      | Leonel Brizola                   | 1922  | 2004  | Engenheiro civil e político (foi governador dos estados do Rio Grande do Sul e do Rio de Janeiro)                                     |
| 46      | Raul Seixas                      | 1945  | 1989  | Músico |
| 45      | Visconde de Mauá                 | 1813  | 1889  | Comerciante, armador, industrial, banqueiro e político (foi deputado geral, cargo hoje chamado de deputado federal)                   |
| 44      | Elis Regina                      | 1945  | 1982  | Música |
| 43      | Ivete Sangalo                    | 1972  |       | Música, empresária, apresentadora de televisão e atriz                                                                                |
| 42      | Luan Santana                     | 1991  |       | Músico, apresentador de televisão e ator                                                                                              |
| 41      | Machado de Assis                 | 1839  | 1908  | Escritor, jornalista, contista, cronista, dramaturgo e poeta                                                                          |
| 40      | Xuxa Meneghel                    | 1963  |       | Modelo, atriz, apresentadora, música, empresária                                                                                      |
| 39      | Rodrigo Faro                     | 1973  |       | Modelo, músico, ator e apresentador                                                                                                   |
| 38      | Renato Aragão                    | 1936  |       | Ator, comediante, humorista, cineasta, poeta, escritor, apresentador de televisão, músico, advogado, empresário, dublador e blogueiro |
| 37      | Hélder Câmara                    | 1909  | 1999  | Clérigo católico e escritor |
| 36      | Valdemiro Santiago               | 1963  |       | Clérigo protestante, televangelista, empresário, escritor e músico                                                                    |
| 35      | Luciano Huck                     | 1971  |       | Apresentador de televisão |
| 34      | Tancredo Neves                   | 1910  | 1985  | Advogado, empresário e político (Presidente da República eleito, porém nunca tomou posse)                                             |
| 33      | Dilma Rousseff                   | 1947  |       | Economista e política (ex-Presidente da República)                                                                                    |
| 32      | Pe. Cícero Romão Batista         | 1844  | 1934  | Clérigo católico e político (foi vice-governador do estado do Ceará)                                                                  |
| 31      | Betinho                          | 1935  | 1997  | Sociólogo e ativista |
| 30      | Renato Russo                     | 1960  | 1996  | Músico |
| 29      | Luiz Gonzaga                     | 1912  | 1989  | Músico |
| 28      | Chico Mendes                     | 1944  | 1988  | Seringueiro, sindicalista, ativista ambiental e político (foi vereador do município de Xapuri, Acre)                                  |
| 27      | Dom Pedro II                     | 1825  | 1891  | Monarca |
| 26      | Silas Malafaia                   | 1958  |       | Clérigo protestante, televangelista, psicólogo, editor, escritor                                                                      |
| 25      | Oswaldo Cruz                     | 1872  | 1917  | Médico |
| 24      | Manuel Jacinto Coelho            | 1903  | 1991  | Militar do Exército Brasileiro, Médium, Escritor                                                                                      |
| 23      | Santo Antônio de Sant'Ana Galvão | 1739  | 1822  | Clérigo católico |
| 22      | Ruy Barbosa                      | 1849  | 1923  | Jurista, advogado, diplomata, escritor, filólogo, jornalista, tradutor, orador e político (foi ministro da República)                 |
| 21      | Eike Batista                     | 1956  |       | Empresário |
| 20      | Neymar                           | 1992  |       | Futebolista |
| 19      | José Alencar                     | 1931  | 2011  | Empresário e político (foi vice-presidente da República)                                                                              |
| 18      | Roberto Carlos                   | 1941  |       | Músico e empresário |
| 17      | Zilda Arns                       | 1934  | 2010  | Médica e sanitarista |
| 16      | Dercy Gonçalves                  | 1907  | 2008  | Humorista, comediante, atriz, autora, diretora teatral, produtora teatral e música                                                    |
| 15      | Ronaldo Fenômeno                 | 1976  |       | Futebolista e empresário |
| 14      | Chico Anysio                     | 1931  | 2012  | Humorista, comediante, ator, produtor, locutor, roteirista, escritor, dublador, apresentador, compositor e pintor                     |
| 13      | Edir Macedo                      | 1945  |       | Clérigo protestante, televangelista, escritor e empresário                                                                            |

### Top 12
As doze primeiras celebridades colocadas – as quais receberam juntas 77% do 1 milhão de votos – estão abaixo, neste artigo estando em ordem alfabética:
| Nome | Nome                                            | Nasc. | Morte | Cargo/Profissão                                                                               | Referência/Apelido                                  |
| ---- | ----------------------------------------------- | ----- | ----- | --------------------------------------------------------------------------------------------- | --------------------------------------------------- |
|      | Ayrton Senna                                    | 1960  | 1994  | Piloto de automobilismo, empresário e filantropo                                              | "O herói brasileiro"                                |
|      | Chico Xavier                                    | 1910  | 2002  | Médium kardecista, filantropo e escritor                                                      | "O mensageiro da paz"                               |
|      | Fernando Henrique Cardoso                       | 1931  | -     | Político (ex-Presidente da República), sociólogo, filósofo e escritor                         | "O primeiro presidente a voltar aos braços do povo" |
|      | Getúlio Vargas                                  | 1888  | 1954  | Político (Presidente da República), advogado e militar do Exército Brasileiro                 | "O pai dos pobres"                                  |
|      | Santa Dulce                                     | 1914  | 1992  | Clériga católica (freira) e filantropa                                                        | "O anjo bom da Bahia"                               |
|      | Juscelino Kubitschek                            | 1902  | 1976  | Político (foi Presidente da República), médico e policial militar de Minas Gerais             | "Presidente Bossa-nova"                             |
|      | Luiz Inácio Lula da Silva                       | 1945  | -     | Político (atual Presidente da República), metalúrgico e sindicalista                          | "O presidente-operário"                             |
|      | Oscar Niemeyer                                  | 1907  | 2012  | Arquiteto                                                                                     | "O poeta do concreto"                               |
|      | Pelé                                            | 1940  | 2022  | Futebolista                                                                                   | "O rei do futebol"                                  |
|      | Isabel Cristina de Bragança, Princesa do Brasil | 1848  | 1921  | Princesa imperial e regente do Brasil                                                         | "A redentora"                                       |
|      | Alberto Santos Dumont                           | 1873  | 1932  | Aeronauta, esportista e inventor                                                              | "O patrono da aviação"                              |
|      | Joaquim José da Silva Xavier                    | 1746  | 1792  | Dentista, tropeiro, minerador, comerciante, militar do Exército Português e ativista político | "O mártir da Inconfidência"                         |

#### Eliminatórias
As eliminatórias foram uma seção de votação entre os finalistas que envolveu o público para formar o Top 12 com as posições corretas e enfim, o maior brasileiro de todos os tempos.
| Nome        | Nome                                                                               | VS | Nome                                                                                | Nome        |
| ----------- | ---------------------------------------------------------------------------------- | -- | ----------------------------------------------------------------------------------- | ----------- |
|             | Chico Xavier Vencedor do round em 1 de agosto de 2012 com 50,5% dos votos          | x  | Irmã Dulce                                                                          | (12° lugar) |
| (11° lugar) | Lula                                                                               | x  | Ayrton Senna Vencedor do round em 8 de agosto de 2012 com 63,6% dos votos           |             |
| (10° lugar) | Tiradentes                                                                         | x  | Alberto Santos Dumont Vencedor do round em 15 de agosto de 2012 com 65,5% dos votos |             |
|             | Juscelino Kubitschek Vencedor do round em 22 de agosto de 2012 com 71,7% dos votos | x  | Pelé                                                                                | (9° lugar)  |
|             | Princesa Isabel Vencedora do round em 29 de agosto de 2012 com 64,2% dos votos     | x  | Fernando Henrique Cardoso                                                           | (8° lugar)  |
| (7° lugar)  | Oscar Niemeyer                                                                     | x  | Getúlio Vargas Vencedor do round em 5 de setembro de 2012 com 59,3% dos votos       |             |

##### Semifinais
A semifinal foi a eliminatória para decidir quem iria ser o primeiro colocado e assim obter o status de maior brasileiro de todos os tempos.
| Nome       | Nome                                                                             | VS | Nome                                                                          | Nome       |
| ---------- | -------------------------------------------------------------------------------- | -- | ----------------------------------------------------------------------------- | ---------- |
|            | Chico Xavier Vencedor do round em 12 de setembro de 2012 com 63,8% dos votos     | x  | Ayrton Senna                                                                  | (6° lugar) |
| (5° lugar) | Juscelino Kubitschek                                                             | x  | Santos Dumont Vencedor do round em 19 de setembro de 2012 com 50,6% dos votos |            |
|            | Princesa Isabel Vencedora do round em 26 de setembro de 2012 com 58,8% dos votos | x  | Getúlio Vargas                                                                | (4° lugar) |

###### Final
A grande final foi realizada no dia 3 de outubro de 2012, onde os três ganhadores das semifinais disputaram a primeira, segunda e terceira colocações.
| Nome       | Nome                                                               | VS | Nome       | Nome                  | VS | Nome       | Nome                    |
| ---------- | ------------------------------------------------------------------ | -- | ---------- | --------------------- | -- | ---------- | ----------------------- |
| (1° lugar) | Chico Xavier Vencedor do round e da competição com 71,4% dos votos | x  | (2° lugar) | Santos Dumont (16,7%) | x  | (3° lugar) | Princesa Isabel (11,9%) |

Na ocasião, Chico Xavier  foi eleito "O Maior Brasileiro de Todos os Tempos".

## Repercussão

### Recepção crítica
O redator do Blog na TV, Fernando Oliveira hospedado no portal Internet Group (IG), atribuiu uma crítica mista ao programa. Ele afirmou que a emissora (SBT) "precisará de mais recursos para empolgar o espectador", ao mesmo tempo em que elogiou o "caráter educativo" de O Maior Brasileiro de Todos os Tempos. Tony Goes, colunista do site F5, questionou a escolha e a ordem de alguns indicados e afirmou que o programa "não teria a menor graça se não fosse por esses ‘pequenos absurdos’".

### Audiência
O primeiro episódio do programa, exibido em 11 de julho de 2012, gerou repercussão nas redes sociais, principalmente entre os jovens, chegando ao primeiro lugar na lista dos assuntos mais comentados do Twitter. Segundo dados do Instituto Brasileiro de Opinião Pública e Estatística (IBOPE), o programa garantiu ao SBT a segunda maior audiência daquele horário em São Paulo com cerca de 6,3 pontos, perdendo a primeira colocação para a Rede Globo, que somou 23,3 pontos. Sua segunda exibição concedeu à emissora 7 pontos no IBOPE ficando novamente no segundo lugar.